# Tristos tròpics
Tristos tròpics (en francès original: Tristes Tropiques) és un llibre de l'etnògraf Claude Lévi-Strauss, publicat el 1955 per Plon. Barreja records de viatge i meditacions filosòfiques.
Aquesta obra és un testimoni dels viatges de Lévi-Strauss i del seu treball com a antropòleg. Es refereix sobretot a les seues estades al Brasil, i també hi descriu les que va fer a altres estats (com ara l'Índia o l'Orient Mitjà). A més, encara que s'assimila a la tradició dels relats de viatge filosòfics, el text s'intercala amb reflexions i idees filosòfiques provinents de diferents disciplines com ara la sociologia, la geologia, la música o la literatura.

## Resum
El llibre, amb 40 capítols, inclou nou parts:
1. El fi dels viatges
2. Fulls de ruta
3. El Nou Món
4. La terra i les persones
5. Caduveo
6. Bororó
7. Nambikwares
8. Tupís-Kawahib
9. El retorn

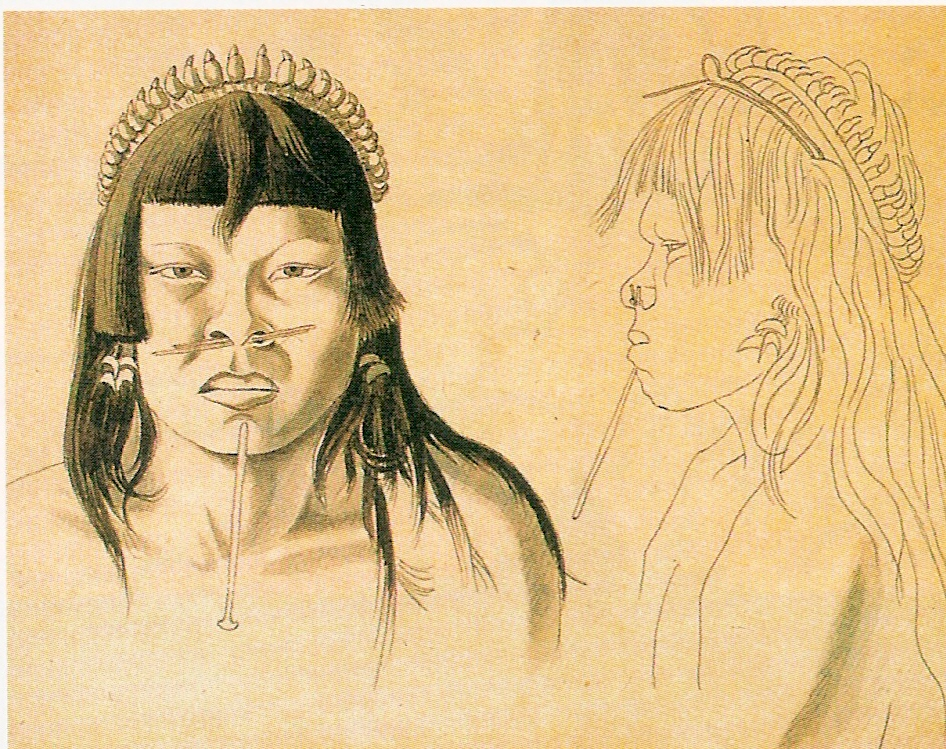
Indis bororó

Claude Lévi-Strauss explica com arriba a ser etnòleg als anys 1930. Jove llicenciat en filosofia, havia començat a fer classes en un institut, però la professió docent no li interessa, la considera repetitiva.
Aviat té l'oportunitat de participar en una estada al Brasil per a estudiar els pobles amerindis com ara els bororó, els nambikwares i els tupís. Més tard escriurà la tesi complementària sobre La Vie familiale et sociale des Indiens Nambikwaras (1948).

## Anàlisi
Les històries de les trobades amb els pobles indígenes del Brasil ocupen més de la meitat de l'assaig. L'autor, però, s'allunya del gènere del diari de viatge, que l'íncipit anuncia d'una manera provocadora (l'autor admetrà, de fet, que els seus viatges al Brasil representen els millors anys de la seua vida):
| « | Odie els viatges i els exploradors. | » |

No es tracta pas de pintar l'exotisme o l'aventura, sinó de copsar una realitat humana i qüestionar la idea de civilització. Mai, però, no es posa en peu d'igualtat amb les poblacions estudiades i fins i tot arriba a qualificar-les com «residus de la humanitat».
Cap a la fi de l'obra, pren com a objecte la civilització occidental, i la compara sense indulgència amb les anomenades més «primitives»: demostra que cada progrés tecnològic genera una pèrdua en un altre nivell. El treball és relativista: la civilització occidental apareix com una opció entre altres que s'ofereix a la humanitat. Lévi-Strauss se centra en el sentit del progrés i els estralls que una civilització mecànica provoca en l'entorn i en les cultures amb què entra en contacte.
Els fonaments de l'estructuralisme antropològic apareixen ja en Tristos tròpics, en especial quan l'autor estableix un vincle entre l'organització d'una societat i la disposició espacial del poble d'una banda (bororós) o la geometria dels seus dibuixos de l'altra (Caduveo).

Com diu Georges Bataille:
| « | La nouveauté du livre s'oppose à un ressassement, elle répond au besoin de valeurs plus larges, plus poétiques, telles que l'horreur et la tendresse à l'échelle de l'histoire et de l'univers, nous arrache à la pauvreté de nos rues et de nos immeubles (La novetat del llibre s'oposa a un referent, respon a la necessitat de valors més amplis i poètics, com l'horror i la tendresa a escala de la història i de l'univers, ens allunya de la pobresa dels nostres carrers i dels nostres edificis. | » |

Lévi-Strauss considera, en particular, el budisme amb benevolència, i l'islam al contrari (a la 9a part) com a intolerant, rígid i tancat.

## Acollida i posteritat
Tristos Tròpics és un dels primers èxits de la col·lecció Terre Humaine (editat per Plon). Fou un èxit immediat i, com apunta l'historiador Gérard Noiriel, «tingué un gran impacte en el públic educat». El jurat del Premi Goncourt va demanar disculpes per no haver-li pogut atorgar el premi, perquè no és pas una novel·la.
Traduït a vint-i-set idiomes, aquest èxit de vendes esdevingué un referent per a generacions d'etnògrafs. El llibre es publicà en rústica al 2001 (Pocket). L'any 2022, l'escriptor Jean-Baptiste Maudet publicà la novel·la Tropicale Tristesse, el títol de la qual és un reflex invers de Tristes Tropiques. L'obra de Lévi-Strauss té un paper important en aquesta història.

### En música
Un disc de jazz, Alter Tropicus, inspirat en l'assaig Tristos tròpics, fou gravat l'any 2004 per Laurent Mignard Pocket Quartet. L'any 1991, el cantant Gérard Manset evoca el poble amerindi en la seua cançó Tristes Tropiques de l'àlbum Revivre. Aquest assaig va influenciar el cantant francogabonès Jann Halexander, que titulà el 2012 el seu àlbum Tristes Tropiques.